# أليوت ونايت
أليوت ونايت (بالإنجليزية: Elliot Knight)‏ هو ممثل بريطاني، ولد في 10 يوليو 1990 في المملكة المتحدة. بدأ مشواره المهني سنة 2012.

## أعمال

### مسلسلات
- القوطية الأمريكية
- كان ياما كان
- كيف تفلت بجريمة قتل[4]

## وصلات خارجية
- أليوت ونايت على موقع IMDb (الإنجليزية)
- أليوت ونايت على موقع ألو سيني (الفرنسية)
- أليوت ونايت على موقع أول موفي (الإنجليزية)
- أليوت ونايت على موقع قاعدة بيانات الفيلم (الإنجليزية)
- أليوت ونايت على موقع كينوبويسك (الروسية)